# Strikeforce

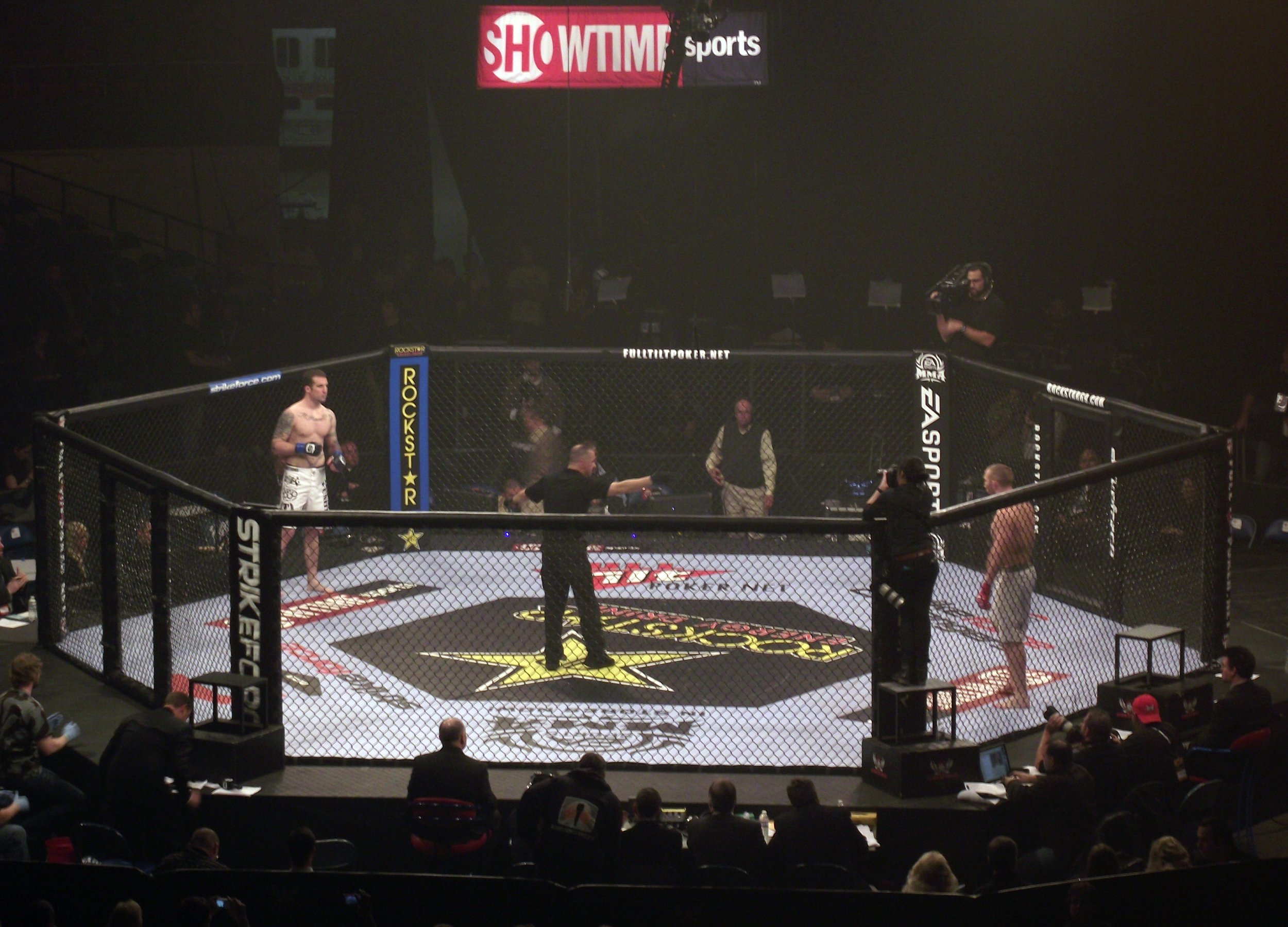
Sześciokątna klatka wykorzystywana przez Strikeforce w walkach MMA

Strikeforce – nieistniejąca już amerykańska organizacja promująca walki w mieszanych sztukach walki (MMA) i kick-boxingu z siedzibą w San Jose. Od 2011 roku została wykupiona przez Forza, spółkę zależną od Zuffa (właściciela Ultimate Fighting Championship).

## Historia
Organizacja została założona przez Scotta Cokera w 1985 roku. Pierwotnie promowała jedynie walki kick-boxerskie. W 2006 roku weszła na rynek mieszanych sztuk walki. Jej inauguracyjna gala Strikeforce: Shamrock vs. Gracie w San José (10 marca 2006) była pierwszą w tej dyscyplinie sportu na terenie Kalifornii oraz pobiła rekord pod względem liczby widzów na zawodach MMA w USA. W HP Pavilion obejrzało ją 18 265 ludzi.
W lutym 2009 roku władze Strikeforce wykupiły od spółki ProElite szereg aktywów w organizacji EliteXC, w tym prawa do emisji walk oraz kontrakty części zawodników (m.in. Giny Carano i Nicka Diaza). Wkrótce potem podpisały również lukratywny 3-letni kontrakt z siecią telewizyjną Showtime.
W sierpniu 2009 roku Strikeforce nawiązała formalną współpracę z rosyjską grupą promotorską M-1 Global oraz japońską spółką FEG (właściciel organizacji DREAM). Jej owocem jest wymiana zawodników oraz współpraca przy produkcji gal. Pierwsza, pod nazwą Strikeforce: Fedor vs. Rogers, odbyła się 7 listopada 2009 roku. W walce wieczoru Fiodor Jemieljanienko pokonał Bretta Rogersa.
W marcu 2011 roku Dana White, prezydent konkurencyjnej organizacji UFC, ogłosił, że Strikeforce została zakupiona przez Zuffa (właścicieli UFC). Scott Coker zachował jednak stanowisko prezydenta Strikeforce, a wszystkie podpisane przez nią kontrakty z zawodnikami i telewizją Showtime pozostały w mocy. Na początku 2013 roku odbyła się ostatnia gala (Strikeforce - Marquardt vs. Saffiedine) po której oficjalnie zamknięto organizację.

## Ostatni mistrzowie
| Kategoria        | Waga               | Mistrz           | Od                                                                | Obrony tytułu |
| ---------------- | ------------------ | ---------------- | ----------------------------------------------------------------- | ------------- |
| Ciężka           | do 120 kg (265 lb) | Daniel Cormier   | 19 maja 2012                                                      | 0             |
| Półciężka        | do 93 kg (205 lb)  | wakat            |                                                                   |               |
| Średnia          | do 84 kg (185 lb)  | Luke Rockhold    | 10 września 2011                                                  | 2             |
| Półśrednia       | do 77 kg (170 lb)  | Tarec Saffiedine | 12 stycznia 2013                                                  | 0             |
| Lekka            | do 70 kg (155 lb)  | Gilbert Melendez | 11 kwietnia 2009 (tymczasowy); 19 grudnia 2009 (niekwestionowany) | 4             |
| Kategoria Kobiet | Waga               | Mistrz           | Od                                                                | Obrony tytułu |
| Piórkowa         | do 66 kg (145 lb)  | wakat            |                                                                   |               |
| Kogucia          | do 61 kg (135 lb)  | wakat            |                                                                   |               |

## Mistrzowie Strikeforce

### Mężczyźni

#### Waga ciężka
93 kg (205 lb) do 120 kg (265 lb)
| Nr    | Mistrz                                  | Od                | Miejsce                                | Obrony tytułu                          |                                        |
| ----- | --------------------------------------- | ----------------- | -------------------------------------- | -------------------------------------- | -------------------------------------- |
| 1.    | Alistair Overeem (pok. Paula Buentello) | 16 listopada 2007 | San Jose                               | - pokonał Bretta Rogersa, 15 maja 2010 | - pokonał Bretta Rogersa, 15 maja 2010 |
| Wakat | Wakat                                   | 29 lipca 2011     | Overeem został zwolniony z organizacji | Overeem został zwolniony z organizacji |                                        |
| 2.    | Daniel Cormier (pok. Josha Barnetta)    | 19 maja 2012      | San José                               |                                        |                                        |

#### Waga półciężka
84 kg (185 lb) do 93 kg (205 lb)
| Nr    | Mistrz                                  | Od                | Miejsce                                              | Obrony tytułu                                        |                                              |
| ----- | --------------------------------------- | ----------------- | ---------------------------------------------------- | ---------------------------------------------------- | -------------------------------------------- |
| 1.    | Bobby Southworth (pok. Vernona White’a) | 8 grudnia 2006    | San José                                             | - pokonał Anthony’ego Ruiza, 27 czerwca 2008         | - pokonał Anthony’ego Ruiza, 27 czerwca 2008 |
| 2.    | Renato Sobral                           | 21 listopada 2008 | San José                                             |                                                      |                                              |
| 3.    | Gegard Mousasi                          | 15 sierpnia 2009  | San José                                             |                                                      |                                              |
| 4.    | Muhammed Lawal                          | 17 kwietnia 2010  | Nashville                                            |                                                      |                                              |
| 5.    | Rafael Cavalcante                       | 21 sierpnia 2010  | Houston                                              |                                                      |                                              |
| 6.    | Dan Henderson                           | 5 marca 2011      | Columbus                                             |                                                      |                                              |
| Wakat | Wakat                                   | 19 września 2011  | Henderson odszedł z organizacji by związać się z UFC | Henderson odszedł z organizacji by związać się z UFC |                                              |

#### Waga średnia
77 kg (170 lb) do 84 kg (185 lb)
| Nr    | Mistrz                                | Od               | Miejsce                                             | Obrony tytułu                                                                         |                                                                                       |
| ----- | ------------------------------------- | ---------------- | --------------------------------------------------- | ------------------------------------------------------------------------------------- | ------------------------------------------------------------------------------------- |
| 1.    | Frank Shamrock (pok. Phila Baroni)    | 22 czerwca 2007  | San José                                            |                                                                                       |                                                                                       |
| 2.    | Cung Le                               | 29 marca 2008    | San José                                            |                                                                                       |                                                                                       |
| Wakat | Wakat                                 | 17 września 2009 | Le zrezygnował z tytułu na rzecz kariery aktorskiej | Le zrezygnował z tytułu na rzecz kariery aktorskiej                                   |                                                                                       |
| 3.    | Jake Shields (pok. Jasona Millera)    | 7 listopada 2009 | Hoffman Estates                                     | - pokonał Dana Hendersona, 17 kwietnia 2010                                           |                                                                                       |
| Wakat | Wakat                                 | 1 lipca 2010     | Shields odszedł z organizacji by związać się z UFC  | Shields odszedł z organizacji by związać się z UFC                                    |                                                                                       |
| 4.    | Ronaldo Souza (pok. Tima Kennedy’ego) | 21 sierpnia 2010 | Houston                                             | - pokonał Robbiego Lawlera, 29 stycznia 2011                                          | - pokonał Robbiego Lawlera, 29 stycznia 2011                                          |
| 5.    | Luke Rockhold                         | 10 września 2011 | Cincinnati                                          | - pokonał Kietha Jardine’a, 7 stycznia 2012 - pokonał Tima Kennedy’ego, 14 lipca 2012 | - pokonał Kietha Jardine’a, 7 stycznia 2012 - pokonał Tima Kennedy’ego, 14 lipca 2012 |

#### Waga półśrednia
70 kg (155 lb) do 77 kg (170 lb)
| Nr    | Mistrz                                | Od               | Miejsce                                         | Obrony tytułu | |
| ----- | ------------------------------------- | ---------------- | ----------------------------------------------- | --- | --- |
| 1.    | Nick Diaz (pok. Mariusa Žaromskisa)   | 30 stycznia 2010 | Sunrise                                         | - pokonał K.J. Noonsa, 9 października 2010 - pokonał Evangelistę Santosa, 29 stycznia 2011 - pokonał Paula Daleya, 9 kwietnia 2011 | - pokonał K.J. Noonsa, 9 października 2010 - pokonał Evangelistę Santosa, 29 stycznia 2011 - pokonał Paula Daleya, 9 kwietnia 2011 |
| Wakat | Wakat                                 | 9 czerwca 2011   | Diaz odszedł z organizacji by związać się z UFC | Diaz odszedł z organizacji by związać się z UFC                                                                                    | |
| 2.    | Nate Marquardt (pok. Tyrona Woodleya) | 14 lipca 2012    | Portland                                        | | |
| 3.    | Tarec Saffiedine                      | 12 stycznia 2013 | Oklahoma City                                   | | |

#### Waga lekka
66 kg (145 lb) do 70 kg (155 lb)
| Nr | Mistrz                                                   | Od               | Miejsce  | Obrony tytułu | |
| -- | -------------------------------------------------------- | ---------------- | -------- | --- | --- |
| 1. | Clay Guida (pok. Josha Thomsona)                         | 10 marca 2006    | San José | | |
| 2. | Gilbert Melendez                                         | 9 czerwca 2006   | San José | - pokonał Gabe'a Lambleya, 29 marca 2008 | - pokonał Gabe'a Lambleya, 29 marca 2008 |
| 3. | Josh Thomson                                             | 27 czerwca 2008  | San José | | |
| -  | Gilbert Melendez (pok. o tymczasowy tytuł Rodrigo Damma) | 11 kwietnia 2009 | San José | - pokonał Mitsuhiro Ishidę, 15 sierpnia 2009 | - pokonał Mitsuhiro Ishidę, 15 sierpnia 2009 |
| 4. | Gilbert Melendez                                         | 19 grudnia 2009  | San José | - pokonał Shin’yę Aokiego, 17 kwietnia 2010 - pokonał Tatsuyę Kawajiri, 9 kwietnia 2011 - pokonał Jorge Masvidala, 17 grudnia 2011 - pokonał Josha Thomsona, 19 maja 2012 | - pokonał Shin’yę Aokiego, 17 kwietnia 2010 - pokonał Tatsuyę Kawajiri, 9 kwietnia 2011 - pokonał Jorge Masvidala, 17 grudnia 2011 - pokonał Josha Thomsona, 19 maja 2012 |

### Kobiety

#### Waga piórkowa
61 kg (135 lb) do 66 kg (145 lb), do 2011 roku zwana średnią
| Nr    | Mistrz                              | Od               | Miejsce                                                                             | Obrony tytułu | |
| ----- | ----------------------------------- | ---------------- | ----------------------------------------------------------------------------------- | --- | --- |
| 1.    | Cristiane Santos (pok. Ginę Carano) | 15 sierpnia 2009 | San José                                                                            | - pokonała Marloes Coenen, 30 stycznia 2010 - pokonała Jan Finney, 26 czerwca 2010 - pokonała Hiroko Yamanakę, 17 grudnia 2011 | - pokonała Marloes Coenen, 30 stycznia 2010 - pokonała Jan Finney, 26 czerwca 2010 - pokonała Hiroko Yamanakę, 17 grudnia 2011 |
| Wakat | Wakat                               | 6 stycznia 2012  | Santos została przyłapana na stosowaniu niedozwolonego dopingu i odebrano jej tytuł | Santos została przyłapana na stosowaniu niedozwolonego dopingu i odebrano jej tytuł                                            | |

#### Waga kogucia
57 kg (125 lb) do 61 kg (135 lb), do 2011 roku zwana półśrednią
| Nr    | Mistrz                            | Od                  | Miejsce                                           | Obrony tytułu                                     |                                             |
| ----- | --------------------------------- | ------------------- | ------------------------------------------------- | ------------------------------------------------- | ------------------------------------------- |
| 1.    | Sarah Kaufman (pok. Takayo Hashi) | 26 lutego 2010      | San José                                          | - pokonała Roxanne Modafferi, 23 lipca 2010       | - pokonała Roxanne Modafferi, 23 lipca 2010 |
| 2.    | Marloes Coenen                    | 9 października 2010 | Columbus                                          | - pokonała Liz Carmouche, 5 marca 2011            | - pokonała Liz Carmouche, 5 marca 2011      |
| 3.    | Miesha Tate                       | 31 lipca 2011       | Hoffman Estates                                   |                                                   |                                             |
| 4.    | Ronda Rousey                      | 3 marca 2012        | Columbus                                          | - pokonała Sare Kaufman, 18 sierpnia 2012         | - pokonała Sare Kaufman, 18 sierpnia 2012   |
| Wakat | Wakat                             | 6 grudnia 2012      | Rousey odeszła z organizacji by związać się z UFC | Rousey odeszła z organizacji by związać się z UFC |                                             |

### Mistrzowie turniejowi
| Kategoria wagowa | Liczba uczestników | Mistrz         | 2. miejsce      | Data i miejsce finału       |
| ---------------- | ------------------ | -------------- | --------------- | --------------------------- |
| Średnia          | czterech           | Jorge Santiago | Trevor Prangley | 16 listopada 2007, San Jose |
| Kogucia kobiet   | czterech           | Miesha Tate    | Hitomi Akano    | 13 sierpnia 2010, Phoenix   |
| Ciężka           | ośmiu              | Daniel Cormier | Josh Barnett    | 19 maja 2012, San Jose      |